# Walenty Jarecki
Walenty Jarecki (ur. 14 lutego 1928 w Osjakowie, zm. 11 maja 2018) – polski poeta ludowy, nauczyciel. Pisał wiersze liryczne, satyryczne i poezję dla dzieci. 

## Życiorys
Szkołę podstawową ukończył w Osjakowie, a Liceum Pedagogiczne po II wojnie światowej w Wieluniu. Następnie pracował jako nauczyciel w szkołach wiejskich ziemi wieluńskiej. Mieszkał w Konopnicy.
Pierwsze wiersze pisał od 1946. Poetycko zadebiutował utworem „Siedzę przy oknie" w tygodniku „Wici" (1948). Następnie drukował w różnych periodykach (np. „Sztandar Młodych", „Dziennik Ludowy", „Tygodnik Kulturalny"). Jego twórczość zawarto w antologii „Wieś tworząca" (zbiór współczesnej poezji chłopskiej, Lublin, 1968). Wiersze dla dzieci drukowano w „Misiu", „Świerszczyku" oraz „Płomyczku". Niektóre z nich ukazały się w podręcznikach szkolnych.
W 1984 ukazał się tomik jego wierszy „Zaprzyjaźniony z ziemią", a w 1991 kolejny – „Twarzą do słońca" (w serii „Prezentacje" Wojewódzkiego Domu Kultury w Sieradzu).
Przedmiotem zainteresowania autora był wiejski pejzaż (ziemia w szerszym i węższym rozumieniu, drogi polne, sad i ogród, pory roku, prace polowe, śnieg, przydrożne drzewa, las, ptaki), z którego wyrastały refleksje ogólniejsze, np. dotyczące istoty życia, często niemalże filozoficzne, związane z przemijaniem, czy nadchodzącą starością. Poeta chwali życie na wsi i dawne czasy, jednocześnie zdając sobie sprawę z konieczności nadchodzących zmian (na horyzoncie ukazał się przedświt dwudziestego pierwszego wieku). Pisał prosto i bezpośrednio. Sam nazywał siebie poetą prowincjonalnym.
W 1997 otrzymał Dyplom Honorowy Ministra Kultury i Sztuki "za szczególne zasługi w upowszechnianiu kultury".